# Epitola rezia
Epitola rezia är en fjärilsart som beskrevs av Smith och Kirby. Epitola rezia ingår i släktet Epitola och familjen juvelvingar. Inga underarter finns listade i Catalogue of Life.